# هيرويوكي هاياشي
هيرويوكي هاياشي (باليابانية: 林祐征) (و. 1983 – م) هو لاعب كرة قدم، من اليابان، ولد في كوماتسوشيما، توكوشيما.

## روابط خارجية
- هيرويوكي هاياشي على موقع رابطة كرة القدم اليابانية للمحترفين (اليابانية)
- هيرويوكي هاياشي على موقع قاعدة بيانات كرة القدم.إي يو (الإنجليزية)
- هيرويوكي هاياشي على موقع Soccerway.com (الإنجليزية)
- هيرويوكي هاياشي على موقع عالم كرة القدم.نت (الإنجليزية)